# Types de crédits bancaires
 (septembre 2021).
Si vous disposez d'ouvrages ou d'articles de référence ou si vous connaissez des sites web de qualité traitant du thème abordé ici, merci de compléter l'article en donnant les références utiles à sa vérifiabilité et en les liant à la section « Notes et références ».
Les types de crédits bancaires sont les crédits qui englobent les diverses activités de prêt d'argent par les banques commerciales.
Tous les calculs de crédits, à l'exception des échelles d'intérêt sur un découvert en compte courant et de rares crédits revolving, adoptent actuellement la convention des mois bancaires constant de 30 jours. On peut donc dire que tous ces calculs sont une approximation par rapport au calcul au TEG (taux effectif global) ou TIE (taux d'intérêt économique) qui est utilisé en interne conformément à la norme comptable internationale IAS/IFRS dont le calcul s'appuie sur la réalité des jours séparant deux échéances.
Pourtant, depuis 2005, la méthode MJPR permettrait aux banques d'unifier les présentations internes et externes de tous les types de crédit avec beaucoup d'économies de gestion et plus de souplesse, et sans affecter de plus ou moins 3 pour 5 les mensualités.

## Crédits aux particuliers

### Crédit-bail
- Leasing
- Location-vente

Le crédit-bail ou leasing est un contrat par lequel une des parties (le leaseur), s'engage à fournir à l'autre partie la jouissance d'un bien meuble corporel à un prix déterminé, que cette dernière s'engage à payer périodiquement. Ce type de crédit contient une option d'achat en fin de contrat, par exemple la location d'une voiture avec possibilité de l'acquérir en fin de contrat. Il est possible de lever l'option d'achat en contrepartie d'une indemnité prévue au contrat de crédit.

### Crédit à la consommation
Liste des crédits à la consommation :
- Crédit ou prêt affecté comme le crédit automobile
- Achat à crédit ou vente à tempérament

La vente à tempérament est définie comme tout contrat de crédit qui doit normalement emporter acquisition d'un bien meuble corporel (électroménager, véhicule...) et dont le prix s'acquitte en versements périodiques, en trois paiements au moins, en ce non compris l'acompte. Un acompte d'au moins 15 % du prix de vente doit être versé au vendeur à la signature du contrat. Tant que l'acompte n'est pas payé, la vente n'existe pas.
- Prêt à tempérament ou prêt personnel

C'est un contrat de crédit aux termes duquel est mise à la disposition du consommateur une somme d'argent qui sera remboursée par des versements périodiques. Il est destiné non pas à financer un achat bien précis mais à permettre à l'emprunteur de faire face à des dépenses telles que des frais consécutifs à des événements familiaux, des frais médicaux, des frais d'études, des impôts, des frais de rénovation... Comme il n'est pas lié à une facture d'achat d'un bien déterminé, le taux d'intérêt pratiqué est plus élevé que celui demandé par le financement d'un achat bien précis, car la banque ne possède pas de garantie réelle (liée à un objet) comme ce serait le cas pour le financement d'une voiture. Le remboursement est toujours mensuel et le taux d'intérêt se présente souvent comme un chargement mensuel. Le taux d'intérêt ne doit pas dépasser le taux d'usure indiqué par la Banque de France.
- Crédit revolving ou crédit renouvelable
- Ouverture de crédit
- Crédit lombard : prêt à taux fixe adossé à des investissements donnés en garantie. Les crédits lombards sont consentis contre nantissement de valeurs patrimoniales très liquides (actions, emprunts ou certaines polices d’assurance-vie avec valeur de rachat). Les solutions de crédit lombard s’adressent à des particuliers ou à des sociétés à but patrimonial. Grâce au crédit lombard, les actifs restent investis et l'emprunteur conserve tous les avantages qui leur sont attachés. Il permet de profiter de situations de placement intéressantes offertes sur le marché tout en conservant les actifs. En revanche, si les valeurs patrimoniales conservées dans le dépôt perdent de la valeur, l'emprunteur doit apporter davantage de valeurs en garantie ou accepter une diminution correspondante du montant du crédit.

### Crédit immobilier
Les crédits immobiliers sont définis par le Code de la consommation (article L. 312-1). Principalement, ce sont des prêts consentis pour l'acquisition en propriété, soit d'immeubles à usage d'habitation (d'où leur nom de prêt habitat, soit d'immeubles à usage mixte (professionnel et habitation).
En France, les crédits immobiliers font l'objet de garanties, soient par des sociétés de cautionnement (environ 60% des crédits), ou par hypothèque (40%).  
Les crédits immobiliers en devises étrangères font l'objet d'une interdiction de principe, depuis le 1er octobre 2014. Ceci, afin de protéger les emprunteurs exposés, par ces prêts, au risque de change (revenus en euros, mensualités en francs suisses, par exemple).
Le financement de parts de sociétés donnant droit à la propriété d'immeubles entre également dans cette catégorie de crédits.
Les prêts finançant des dépenses de réparation, d'entretien ou d'amélioration d'immeuble font également partie de la catégorie, à condition que leurs montants soit supérieur à 75 000 euros.
Liste des crédits immobilier :
- Prêt épargne logement ;
- Crédit immobilier standard (ou prêt habitat)
- Crédit hypothécaire

### Regroupement de crédits
Autrefois désigné par "rachat de crédits", terme écarté juridiquement, l'opération de regroupement de crédits consiste à consentir un nouveau prêt pour absorber une série de crédits existant, dont des créances non bancaires.
Il est doté d'un cadre juridique depuis la Loi 2010-837 du 10 juillet 2010, venant en transposition de la Directive européenne sur le crédit à la consommation ("Directive CCD"). Ces dispositions sont précisées par le Code de la consommation (articles R. 313-17 et suivants).

### Renégociation de crédit
Il s'agit d'une renégociation de crédit lorsqu'on négocie avec son banquier dans le but de diminuer le taux d’intérêt d'un prêt immobilier en cours, c'est alors une renégociation de crédit immobilier. Dans ce cas, la marge de manœuvre de la banque est limitée car elle ne peut descendre sous le taux auquel elle s'est fait prêter les fonds lors de la création du prêt.
Si la négociation se fait avec une autre banque cela s'appelle un rachat de prêt immobilier. Dans ce cas, ce nouvel organisme rachète le prêt et met en place un nouvel échéancier avec les taux actuels et il s'avère que cette opération génère des frais de dossier et des indemnités de remboursement anticipés (IRA).
Si une société de crédit ou une banque rachète uniquement un ou des crédits à la consommation, nous parlons alors de regroupement de crédits.

## Crédits aux entreprises
- Crédit d'exploitation (ou crédit de trésorerie)
  - Escompte commercial
  - Ouverture de crédit
  - Facilité de caisse
  - Crédit Dailly
  - Crédit de campagne prêt à court terme couvrant un besoin saisonnier
  - Escompte de billet financier
  - Crédit spot prêt à très court terme

- Crédit d'investissement
  - Prêt d'équipement
  - Ligne de crédit d'investissement avec droit de tirage

- Engagement par signature (garantie bancaire) exemples :
  - Caution fiscale.
  - Caution sur marchés publics
  - Caution douanière

- Crédits à l'exportation
  - Avance en devises
  - MCNE
  - Crédit documentaire
  - Lettre de crédit

- Crédit-bail
  - Crédit-bail d'équipement
  - Crédit-bail immobilier

- Autres :
- Affacturage Plutôt une technique de recouvrement du poste client auquel peut être associé un crédit de trésorerie
- Prêt syndiqué

## Selon la durée
- à très court terme (jusqu'à 3 mois),
- à court terme (jusqu'à 2 ans),
- à moyen terme (jusqu'à 7 ans),
- à long terme (jusqu'à 30 ans),
- à très long terme (au-delà de 30 ans), voire perpétuel

## Selon la forme
- en monnaie nationale (cas le plus courant, par exemple l'euro dans la zone euro) ou en devises étrangères
- à amortissement constant, à annuité constante, ou bien remboursable in fine,
- à taux fixe, à taux variable ou indexé, à taux variable capé ou avec cap (de cap : plafond)
- roll-over, permanent ou revolving, sur ligne de crédit,
- en compte (compte débiteur, ouverture de crédit, facilité de caisse), sur contrat de prêt, sur billet à ordre, (emprunt) obligataire
- en pool
- en blanc vs. garanti.

## Selon son mode de commercialisation
La vente (ou "distribution") des produits bancaires connaît une forte transformation. Celle-ci est, principalement, tirée par les crédits. Les emprunteurs disposent désormais de plusieurs choix.
Ils peuvent s'adresser à un ou à plusieurs établissements de crédit, qui pourront formuler une ou plusieurs propositions, mais limitées à leurs propres gammes. 
Ils peuvent également entrer en contact avec des courtiers en crédits, juridiquement, des intermédiaire en opérations de banque et en services de paiement, qui procéderont à l'analyse du marché, mais limitée à leurs propres conventions avec les établissements de crédit.
L'objectif est d'apporter aux emprunteurs une meilleure protection, et de sécuriser l'ensemble de la chaîne de vente des crédits.